# Блинов, Леонид Демьянович
Блинов, Леонид Демьянович (4 января 1867, село Новое Верховье, Ярославская губерния — 14 июля 1903, Алупка) — русский художник, маринист.

## Биография
Родился 4 января 1867 года (по другим данным 16 апреля 1868 года) в деревне Новое Верховье Мологского уезда Ярославской губернии, в крестьянской семье. Занимался крестьянским трудом и малярными (рисовальными) работами. С разрешения родителей и деревенского общества в 1885 году уехал в Санкт-Петербург и поступил работать маляром в Императорскую Академию художеств.
В 1886 году был принят в Академию вольнослушателем на отделение живописи. В Академии Блинов копировал картины известных художников: Брюллова, Айвазовского и других. Художник маринист Алексей Боголюбов, опекая начинающего художника, доверял ему копирование своих работ, таких как «Эпизод Афонского сражения. 1807 г.», «Эскадра вице-адмирала М.П.Лазарева на Константинопольском рейде. 1833 г.», и другие. В том же году от Академии и Главного морского штаба он назначается в кругосветное плавание на пароходе «Москва». В том же году под руководством вице-адмирала И.А. Шестакова на пароходе «Москва» участвовал в кругосветной экспедиции. Шестаков очень высоко отзывался о творчестве Блинова, считая что из него может выйти новый Айвазовский. 
Леонид Блинов совершил три кругосветных плавания и множество путешествий по Балтийскому и Чёрному морям на военных и коммерческих судах. Его обязанностью являлась зарисовка берегов, судов и разное состояние моря. Значительное место в творчестве Блинова занимают изображения кораблей. Среди них крейсера: «Владимир Мономах», «Герцог Эдинбургский», «Генерал-адмирал», «Миноносец «Взрыв» у Кронштадта» и другие. Блинову также было доверено перерисовывание картин известного русского мариниста Алексея Боголюбова.
За свои работы Блинов был награждён двумя серебряными медалями Императорской академии художеств. В 1887 году — малой медалью, а в 1888 году — большой за картину «Морской вид».
Помимо маринистики, Блинов также занимался портретной живописью. Его кисти принадлежат портреты, созданные по заказу императоров Александра III и Николая II, великих князей. Копии портретов адмирала Кроуна и вице-адмирала Головнина художник подарил Морскому музею. В 1893 году по заказу императора Николая II Блинов написал картину «Выход яхты «Гогенцоллерн» из Кильского канала», которая была подарена германскому кайзеру Вильгельму II. За эту работу Блинову был удостоен золотого портсигара с драгоценными камнями.
За период учёбы в Академии Блинов совершил три кругосветных плавания. В 1893 году художник в составе русской эскадры принимал участие в праздновании 400-летия открытия Колумбом Америки, а также в юбилейной выставке в Чикаго. В Америке, Блиновым были написаны картины: «Корабли международной эскадры на Колумбовских торжествах в Америке», «Вид Нью-Йорка с моря (на Статую Свободы и Бруклинский мост», «Русская эскадра в Нью-Йорке».
В 1894 году Блинов окончил Академию художеств со званием классного художника 2-й степени «за хорошее познание в живописи, доказанное им своими работами» с правом на чин 12-го класса. В этом же году он приступил к службе в Морском министерстве в должности художника.
17 августа 1896 года Блинов присутствовал на коронации Николая II и в память об этом событии получил серебряную медаль для ношения в петлице на Александровской ленте и значок для художников, присутствовавших на коронации.
В последние годы художник жил и работал в Алупке. В 1895 году Блинов женился на Марии Дмитриевне Старовой, в браке родились: Ольга (1895 — ?), Дмитрий (1897 — ?), Мария (1899 — ?), Георгий (22 ноября 1900 — 30 августа 1901). Сын Дмитрий в советское время стал офицером флота.
В 1900 году в Ялте состоялась первая выставка работ Леонида Блинова, на которой экспонировались более 300 его произведений на тему моря, русского флота в разных частях света, крымских видов.
14 июля 1903 года Леонид Блинов скоропостижно скончался от разрыва сердца. Похоронен на Старом кладбище в Алупке (могила не сохранилась).
За свою недолгую творческую жизнь Леонид Блинов создал около 3000 этюдов, рисунков и картин. Среди работ, написанных художником: «Синопское сражение» (1889), «Константинополь» (1890), «На озере» (1893), «Крейсер «Дмитрий Донской» во время шторма в Атлантическом океане» (1894), «Байдарские ворота» (1894), «Тулонская встреча русской эскадры» (1895), «Южная бухта в Севастополе» (1897), «У берегов Средиземного моря» и другие.
Основное собрание работ Леонид Демьяновича Блинова в России (около 120 экземпляров) хранится в Центральном военно-морском музее в Санкт-Петербурге. Значительное количество картин также находится в частных коллекциях.
После смерти художника состоялись выставки: в Ялте (1904, 1913, 1917 гг.), в Петербурге (1905 г.), в 1967 году в Москве, в библиотеке Краснопресненского района (по материалам частных коллекций) и в ЦВМ Санкт-Петербурга в 1997 году (по материалам музея и Государственного архива Военно-Морского флота).

## Галерея работ

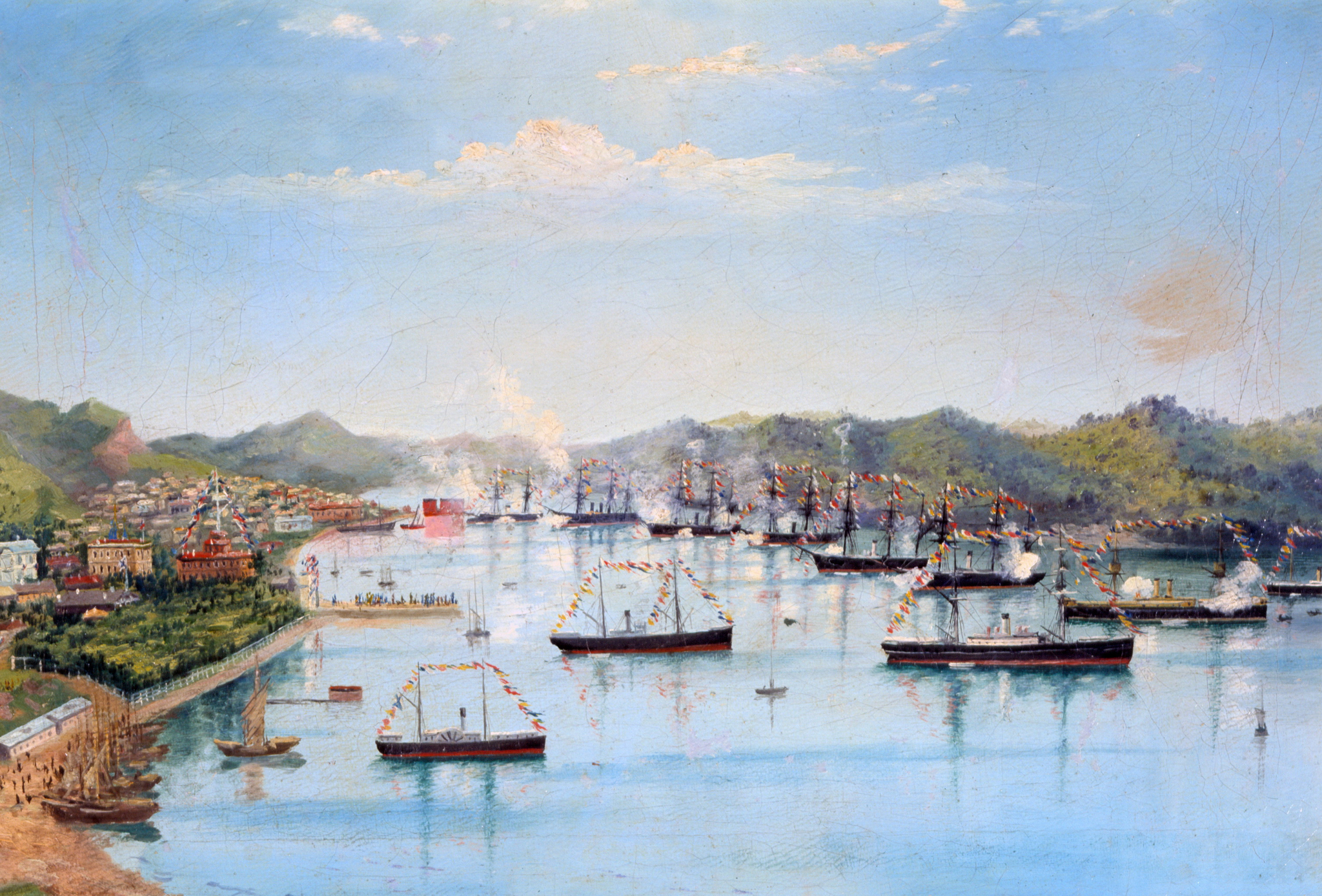
Вид бухты Золотой Рог во время пребывания во Владивостоке Управляющего Морским министерством адмирала Шестакова
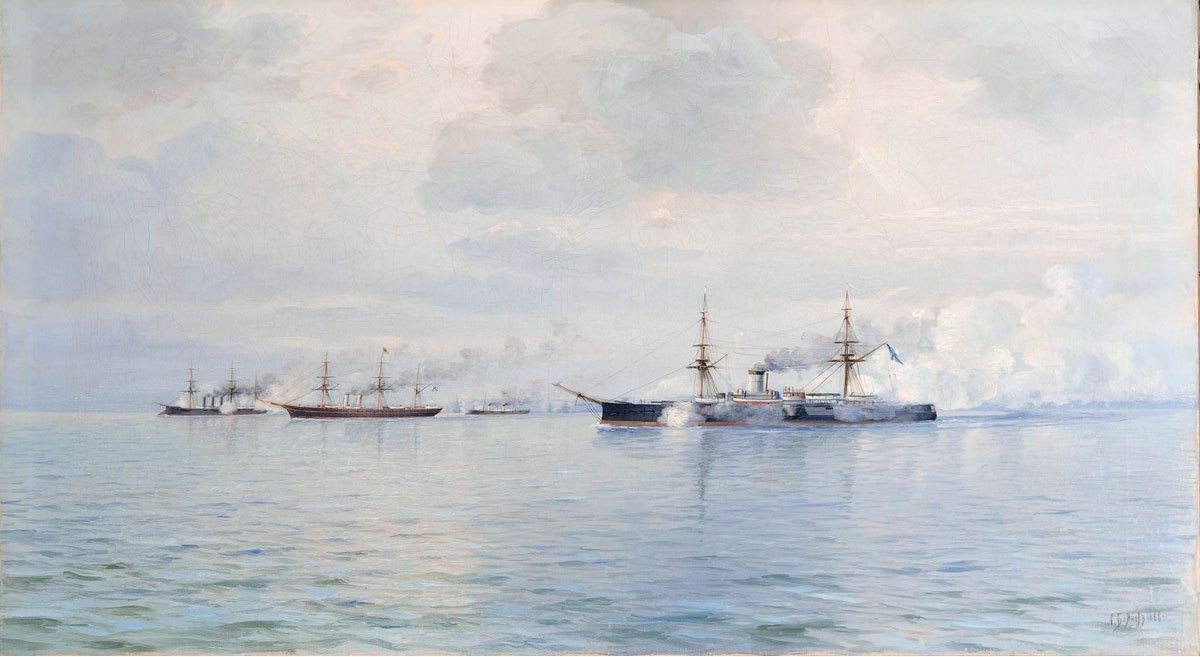
Императорская яхта «Держава» в сопровождении боевых кораблей
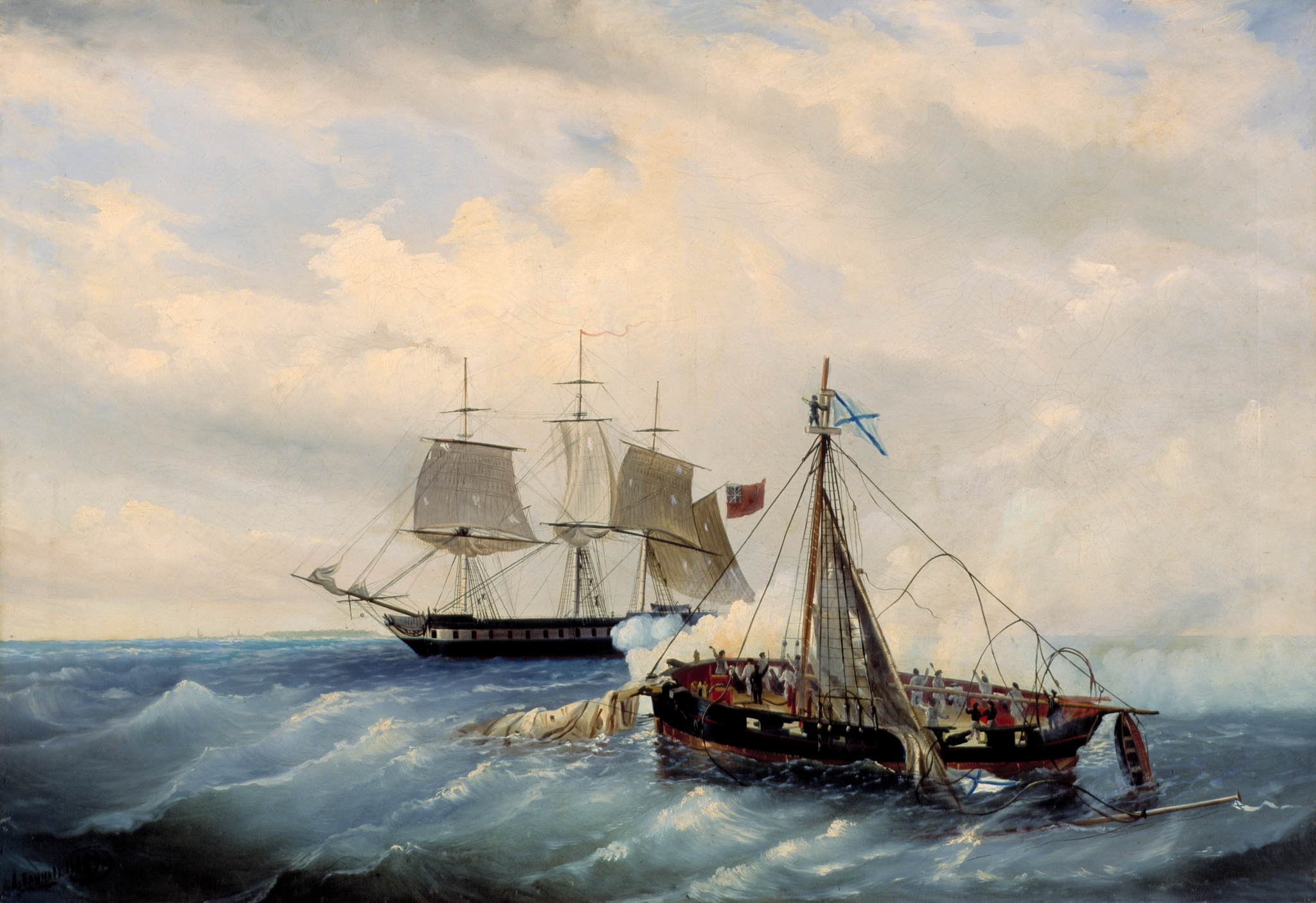
Бой катера «Опыт» с английским фрегатом у острова Нарген 11 июня 1808 года.
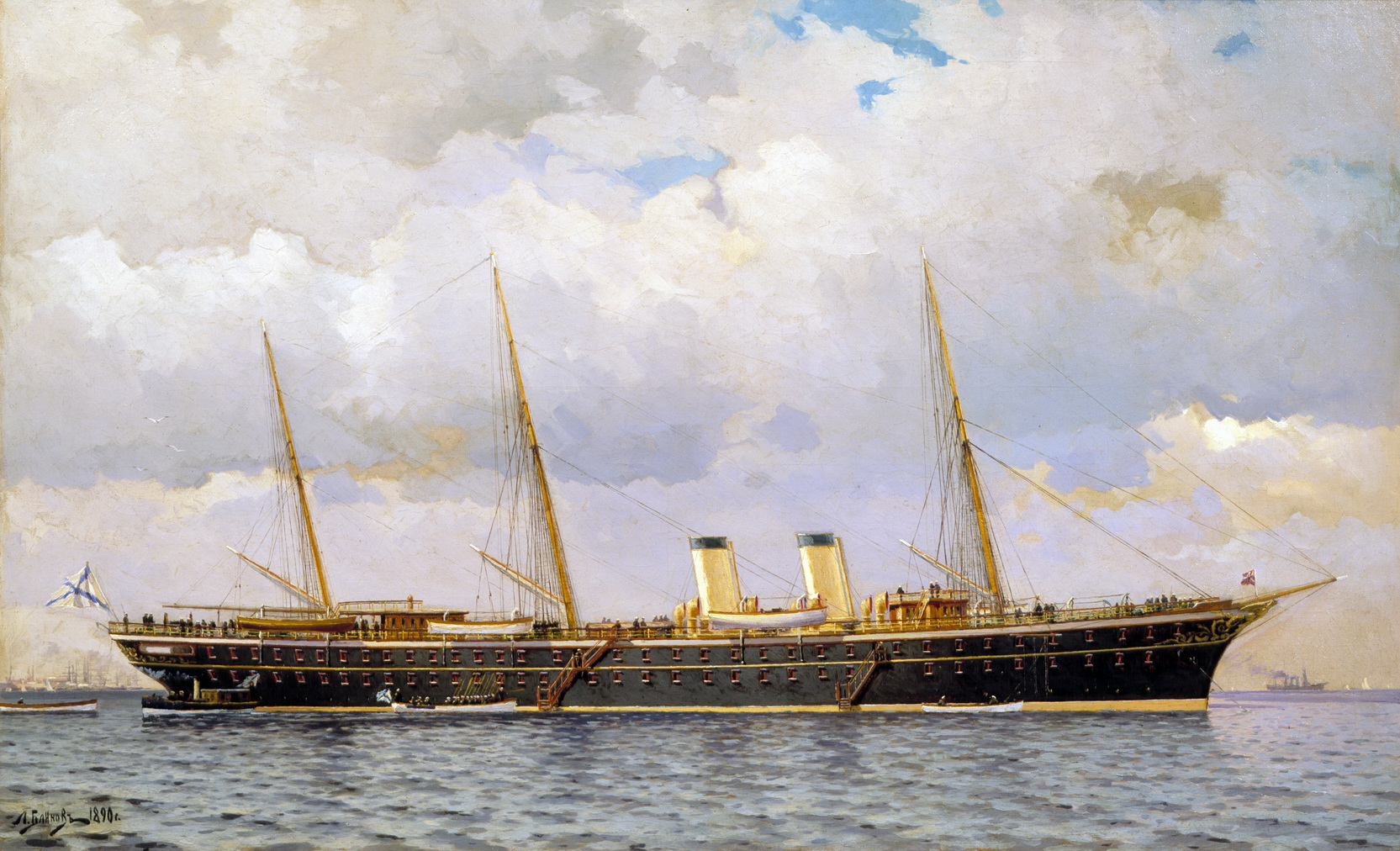
Императорская яхта «Полярная Звезда»
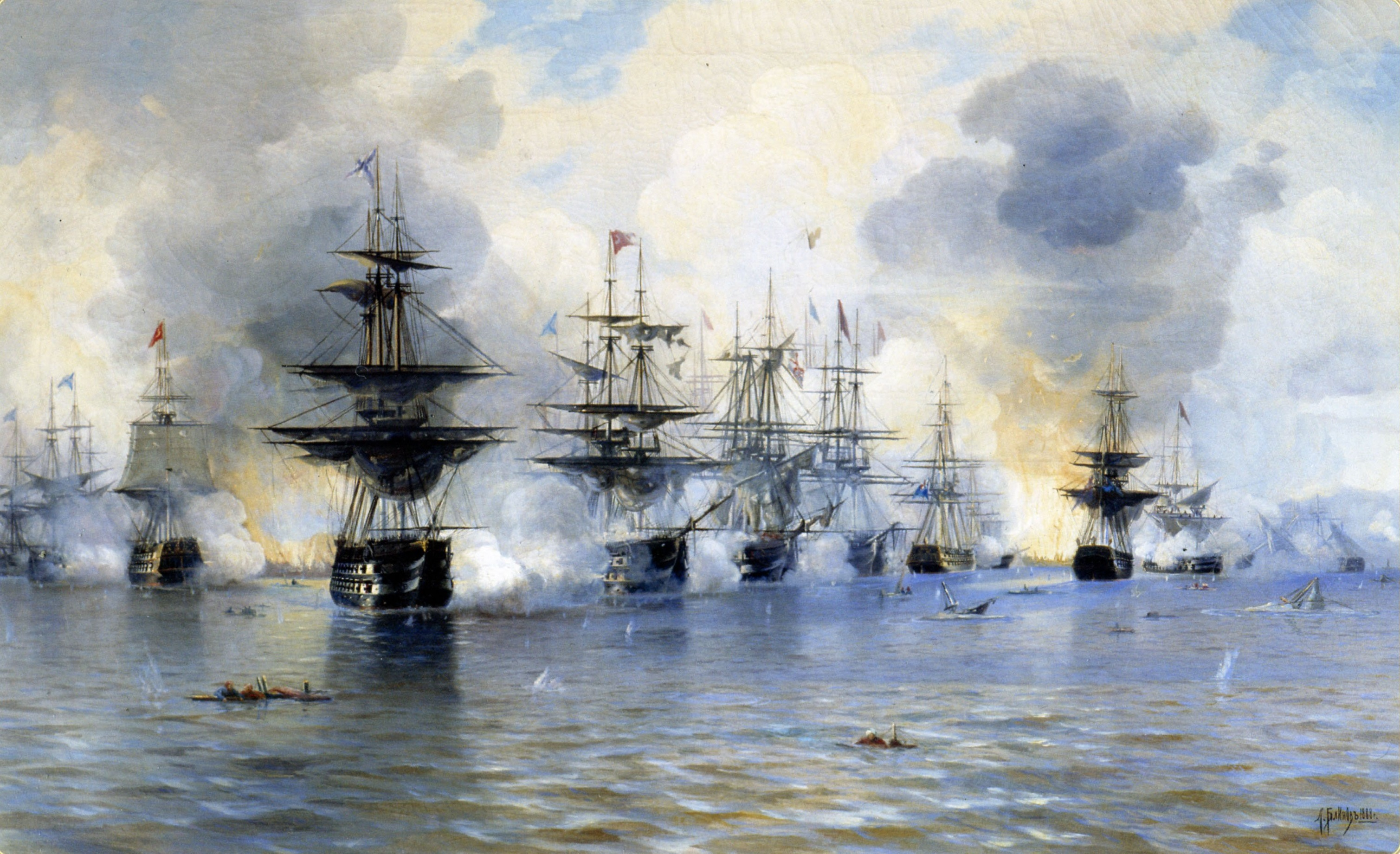
Наваринское сражение
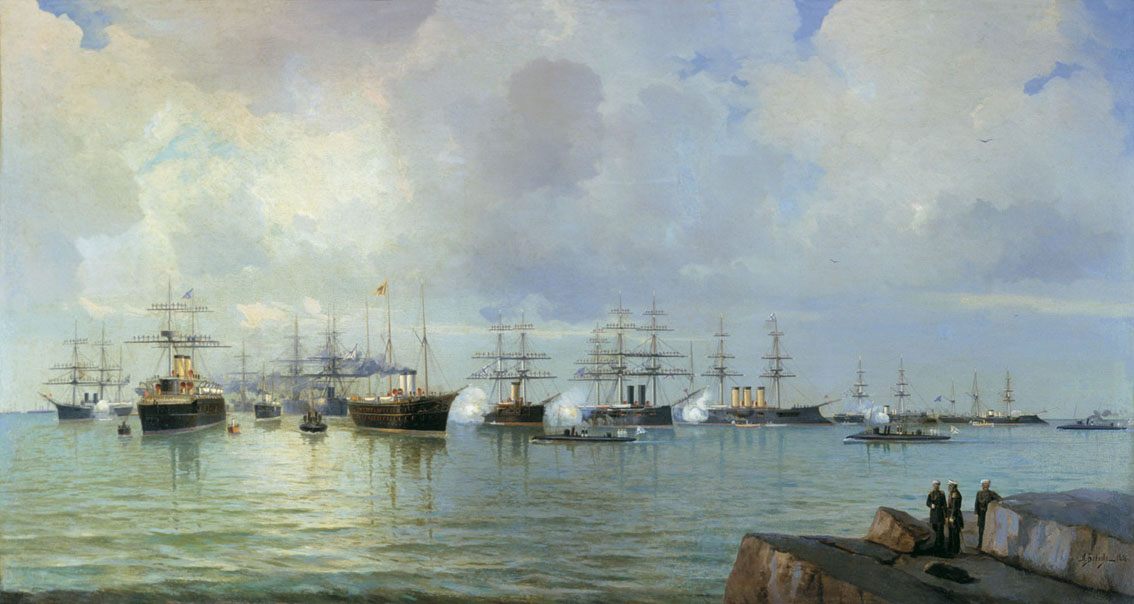
Смотр флота на Транзундском рейде
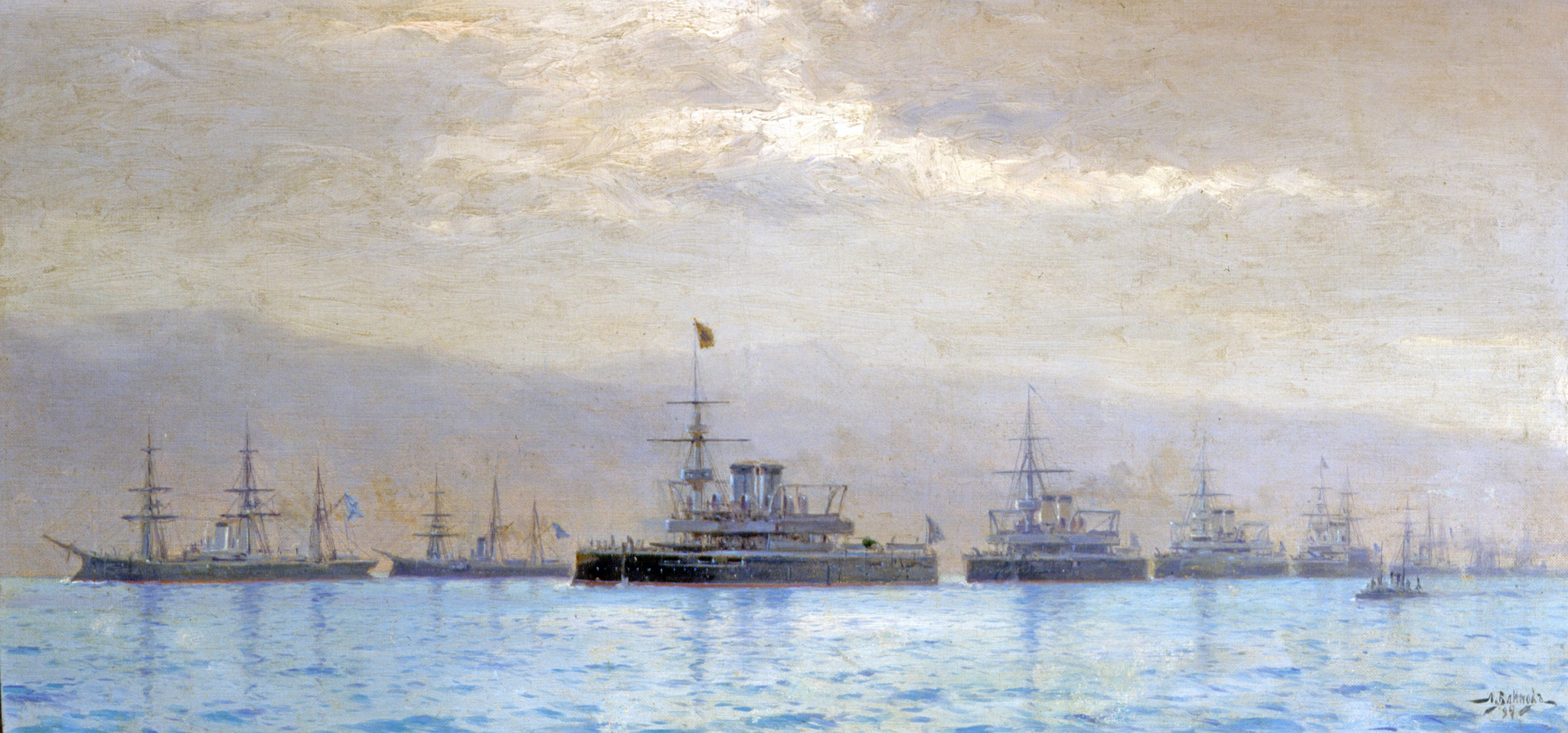
Черноморский флот в 1894 году
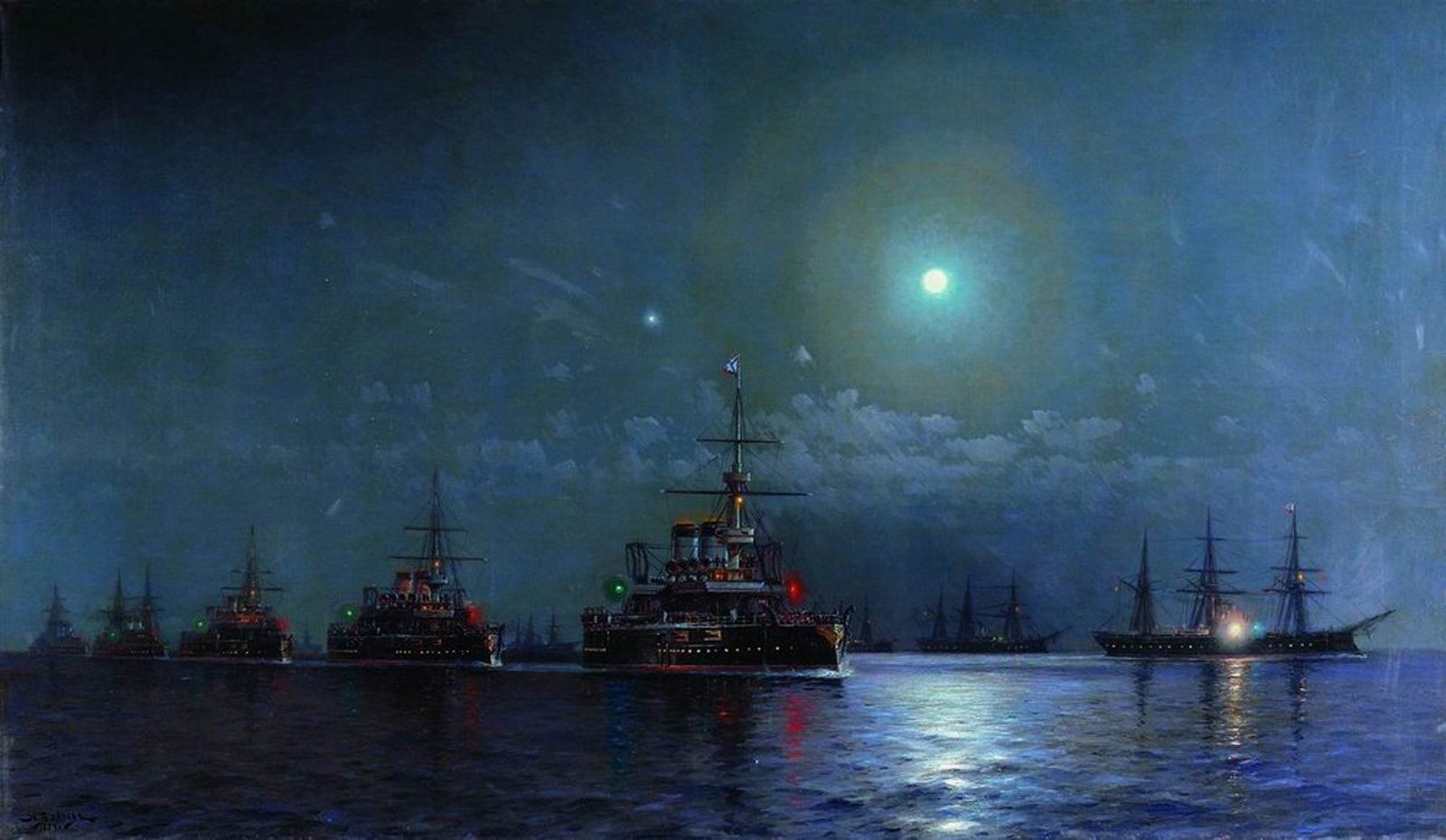
Черноморский флот ночью
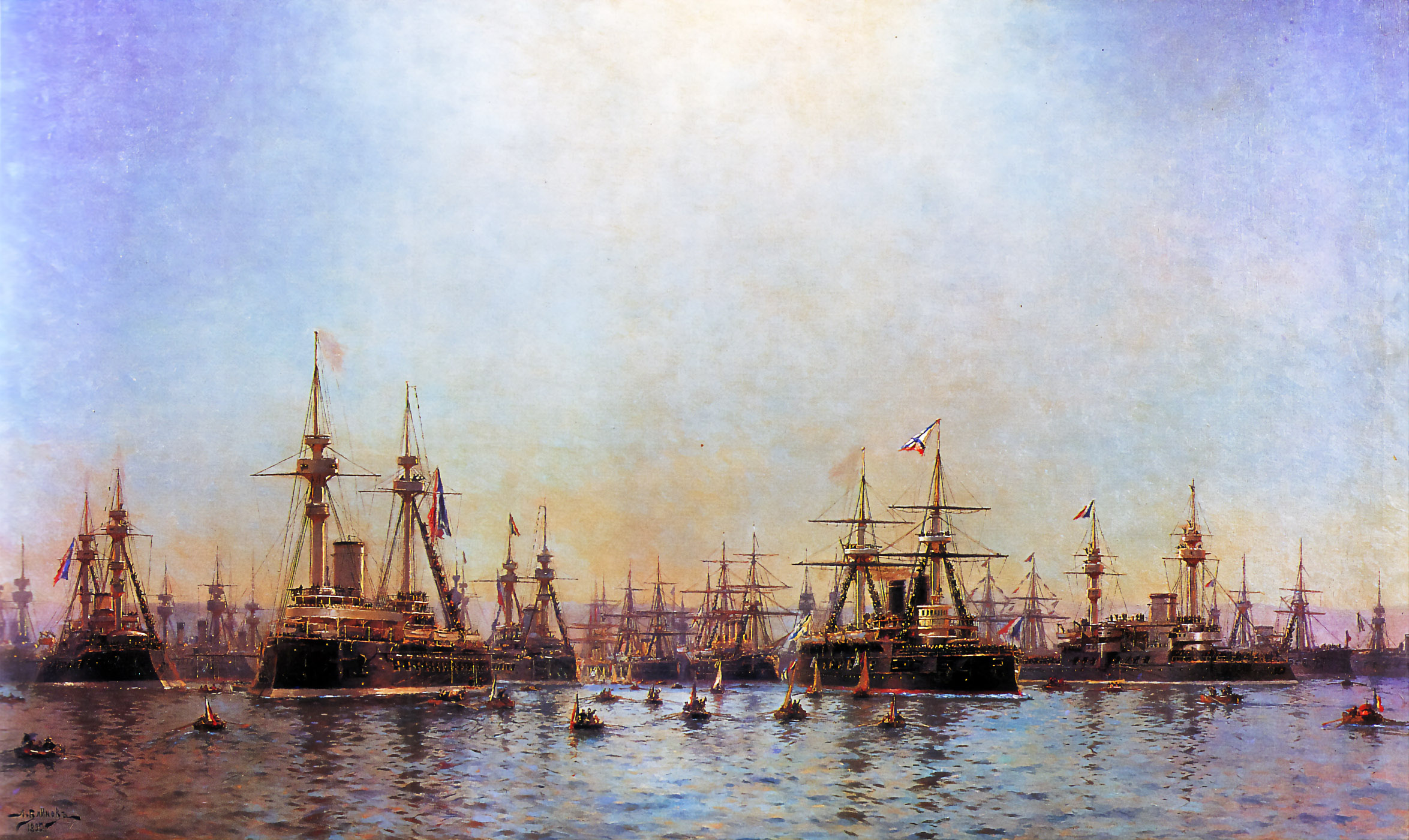
Вход русской эскадры на Тулонский рейд
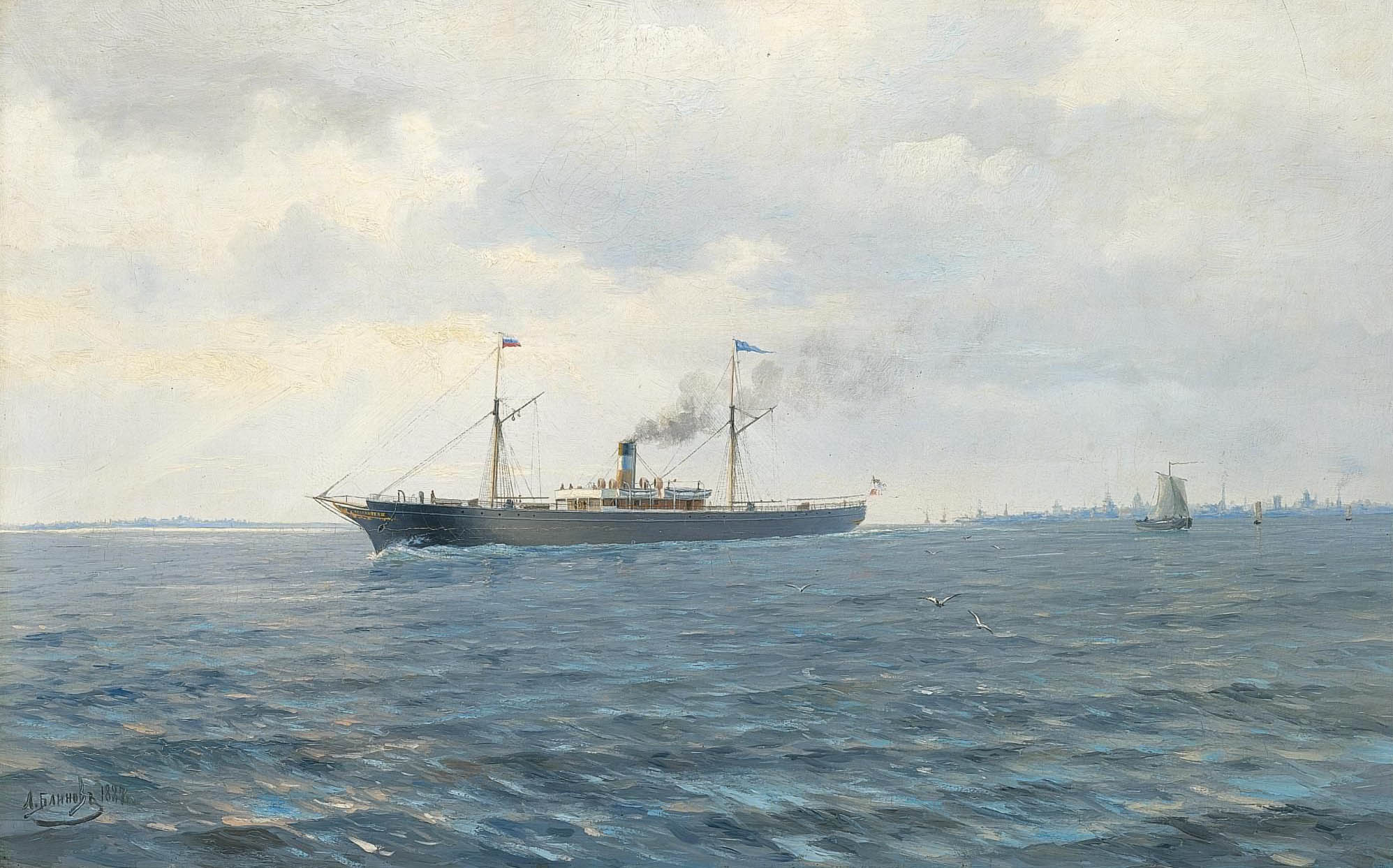
Императорский пароход Александр II